# Tumisang Orebonye
Tumisang Orebonye, né le 26 mars 1996 à Palapye au Botswana, est un footballeur international botswanais, évoluant au poste d'avant centre au Al-Ittihad Tripoli

## Biographie
Le 1er février 2023, Tumisang Orebonye rejoint l'USM Alger pour deux ans et demi, en provenance du club marocain de l'OC Khouribga. C'est l'entraîneur de l'Usmiste Abdelhak Benchikha qui est à l'origine de son recrutement, qui avait une bonne idée de son profil lorsqu'il entraînait le RS Berkane en début de saison Les supporters de l'USMA se demandent comment la direction du club a engagé un joueur suspendu, Orebonye participant avec l'équipe à la Ligue 1 qu'en février en raison d'une sanction antérieure, puisqu'il était suspendu pour 6 mois par la Commission de Discipline de la Fédération royale marocaine de football. Orebonye fait ses débuts avec l'USM Alger en Coupe de la Confédération lors d'une victoire contre Saint-Éloi Lupopo, une semaine plus tard dans la même compétition contre Al-Akhdar, Orebonye marque son premier but du match, qui se solde par un match nul.
Le 3 juin 2023, Orebonye remporte le premier titre avec son équipe en remportant la Coupe de la Confédération, où il devient le premier joueur botswanais à remporter un titre continental. Le 15 septembre 2023, Orebonye remporte le titre de la Supercoupe de la CAF après sa victoire contre Al Ahly SC, c'est le deuxième titre africain avec l'USM Alger en trois mois. Tumisang Orebonye décide de ne pas poursuivre l'aventure sur l'USM Alger et annonce à ses managers son intention de changer de décor dès cet hiver. Tumisang est convoqué à la suite d'un rapport rédigé contre lui par l'entraîneur Juan Carlos Garrido, dans lequel il lui reproche son manque d'engagement et d'enthousiasme dans son travail. L'Espagnol accusant son joueur de tricher, en simulant des blessures fictives pour ne pas participer aux matches. Convoqué immédiatement, Tumisang fait part devant ses responsables de son envie de quitter El Ittihad et de son souhait de connaître d'autres sensations ailleurs qu'en Ligue 1. 
Le 9 janvier 2024, l'USM Alger annonce la résiliation du contrat de Tumisang Orebonye. Le club algérien indique avoir accepté leur demande de mettre fin à sa collaboration avec L'USMA. Souhaitant se lancer dans une nouvelle aventure, Orebonye est désormais libre de rejoindre le club de son choix.

## Statistiques
| Saison                | Club                  | Championnat           | Championnat | Championnat | Championnat | Coupe(s) nationale(s) | Coupe(s) nationale(s) | Coupe(s) nationale(s) | Compétition(s) continentale(s) | Compétition(s) continentale(s) | Compétition(s) continentale(s) | Compétition(s) continentale(s) | Total | Total | Total |
| Saison                | Club                  | Division              | M.          | B.          | P.d.        | M.                    | B.                    | P.d.                  | Comp.                          | M.                             | B.                             | P.d.                           | M.    | B.    | P.d.  |
| 2020-2021             | OC Khouribga          | Botola Pro            | 6           | 1           | 0           | -                     | -                     | -                     | -                              | -                              | -                              | -                              | 6     | 1     | 0     |
| 2021-2022             | OC Khouribga          | Botola Pro            | 28          | 7           | 0           | 1                     | 0                     | 0                     | -                              | -                              | -                              | -                              | 29    | 7     | 0     |
| 2022-2023             | OC Khouribga          | Botola Pro            | 11          | 0           | 0           | -                     | -                     | -                     | -                              | -                              | -                              | -                              | 11    | 0     | 0     |
| Sous-total            | Sous-total            | Sous-total            | 45          | 8           | 0           | 1                     | 0                     | 0                     | -                              | -                              | -                              | -                              | 46    | 8     | 0     |
| 2022-2023             | USM Alger             | Ligue 1               | 11          | 0           | 0           | -                     | -                     | -                     | C2                             | 12                             | 1                              | 2                              | 23    | 1     | 2     |
| 2023-2024             | USM Alger             | Ligue 1               | 5           | 0           | 0           | -                     | -                     | -                     | SC+C2                          | 1+6                            | 0+1                            | 0+0                            | 12    | 1     | 0     |
| Sous-total            | Sous-total            | Sous-total            | 16          | 0           | 0           | -                     | -                     | -                     | -                              | 19                             | 2                              | 2                              | 35    | 2     | 2     |
| 2023-2024             | FAR Rabat             | Botola Pro            | 15          | 4           | 1           | -                     | -                     | -                     | -                              | -                              | -                              | -                              | 15    | 4     | 1     |
| 2024-2025             | FAR Rabat             | 13                    | 3           | 5           | 0           | 1                     | {{{8}}}               | 0                     | CAF                            | 8                              | 0                              | 0                              | 12    | 5     | 0     |
| Sous-total            | Sous-total            | Sous-total            | 28          | 7           | 1           | 5                     | 1                     | 0                     | -                              | 8                              | 0                              | 0                              | 41    | 8     | 1     |
| Total sur la carrière | Total sur la carrière | Total sur la carrière | 89          | 15          | 1           | 6                     | 1                     | 0                     | -                              | 27                             | 2                              | 2                              | 122   | 18    | 3     |

## Palmarès
USM Alger
- Coupe de la confédération (1) :
  - Champion : 2023.
- Supercoupe de la CAF (1) :
  - Champion : 2023.

 AS FAR
- Botola Pro : 
  - Vice-champion en 2023-24
- Coupe du Trône :
  - Finaliste en 2023.